# 狭叶楼梯草
狭叶楼梯草（学名：Elatostema lineolatum var. majus）为荨麻科楼梯草属的变种。分布于台湾岛、尼泊尔、缅甸、不丹、印度、泰国以及中国大陆的云南、广东、福建、广西、西藏等地，生长于海拔500米至1,800米的地区，多生在林边、山地沟边及灌丛中，目前尚未由人工引种栽培。